# Fluocinolone acetonide
Il fluocinolone acetonide è un corticosteroide, derivato sintetico dell'idrocortisone, utilizzato in particolare in dermatologia per ridurre un processo infiammatorio a livello della pelle.

## Proprietà chimico-fisiche
L'introduzione di un atomo di fluoro in posizione 9α dell'anello del nucleo steroideo aumenta fortemente l'attività antinfiammatoria. Il ricorso all'acetonide ne aumenta la lipofilia.

## Utilizzi
L'utilizzo primario del fluocinolone acetonide è soprattutto a livello dermatologico per combatter processi infiammatori a carico della pelle. Viene comunque utilizzato in numerose altre applicazioni, formulazioni ed usi. È, infatti, usato in spray rinologici e creme per uso rettale.

### Uso rinologico
Il fluocinolone acetonide, da solo o accoppiato con altri principi attivi come vasocostrittori, è indicato nella terapia locale delle affezioni infiammatorie allergiche e vasomotorie delle cavità nasali e paranasali. Con tale indicazione lo si può usare per diminuire i sintomi del raffreddore comune, di riniti catarrali in genere, riniti allergiche e vasomotorie, catarro tubarico, sinusitie rinosinusiti catarrali, sinusiti e rinosinusiti allergiche e vasomotorie, riniti, sinusiti ed etmoiditi polipose, disturbi respiratori da deviazione del setto nasale o da ipertrofia dei turbinati. Localyn Rinologico S.V.
ha le stesse indicazioni, ma è preferibile nelle forme croniche, nei pazienti particolarmente sensibili all'impiego prolungato dei vasocostrittori e nei bambini.

### Uso topico
Per uso dermatologico il flucinolone acetato può essere utilizzato sia sotto forma di crema che di cerotto. Entrambi gli usi prevedono indicazioni terapeutiche simili: Fluvean è indicato nelle dermatosi acute, subacute e croniche di origine infiammatoria o allergica quali: dermatiti atopiche, eczematose, seborroiche, esfoliative, da contatto, da farmaci, da stasi e di origine attinica. Può essere utilizzato per combattere neurodermiti e lichen simplex, intertrigine. Possiede anche un proprio valore terapeutico nella cura della psoriasi cronica stabilizzata, dell'orticaria, delle ustioni di primo grado, nonché in forme flogistiche della pelle come punture di insetti, disidrosi, eritemi polimorfi, cheiliti, pitiriasi rosea e manifestazioni cutanee del lupus eritematoso. Ha la capacità di ridurre il prurito.

### Uso rettale
Per uso rettale il flucinolone acetato può essere utilizzato sia sotto forma di crema rettale che di supposte. Tale utilizzo è previsto per la cura di emorroidi, sia interne che esterne, eczemi ed eritemi anali e perianali, ragadi anali, prurito e bruciore anale e perianale nonché nel trattamento pre e post operatorio in interventi chirurgici che hanno riguardato la zona perianale.